# San Felice Circeo
San Felice Circeo è un comune italiano di 10 086 abitanti della provincia di Latina nel Lazio.

## Geografia fisica

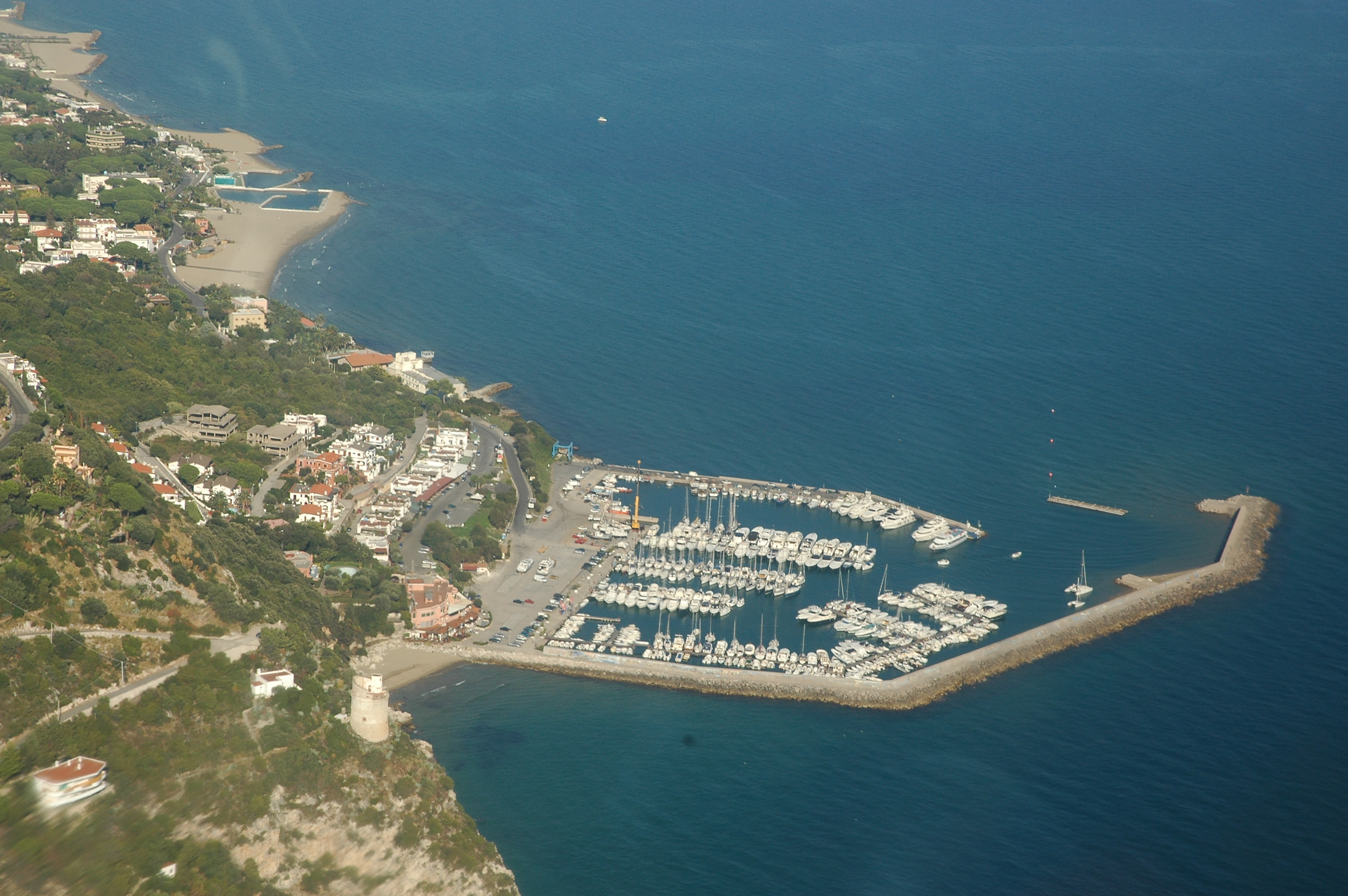
Porto di San Felice Circeo

### Territorio
Il comune si trova nell'Agro Pontino, a circa 100 km a sud di Roma e il suo territorio ha un'estensione di 3139 ha. In origine l'estensione territoriale comunale era più ampia ma nel 1934, con la fondazione della nuova Sabaudia, vennero espropriati 690 ha di terreno boschivo a nord del promontorio e in cambio gli vennero assegnati 690 ha del territorio di Terracina. 
Il territorio comunale si sviluppa in due aree ben definite: il promontorio del Circeo, 6 km, e la parte pianeggiante.
Il promontorio appare da Anzio come il profilo di un volto di una donna sdraiata (identificata con la maga Circe, in cui la vetta "Picco di Circe" corrisponde al suo naso), mentre da Gaeta appare come un'isola, l'antica Isola Eea. Lungo la dorsale del promontorio si innalzano le seguenti vette: Vetta di Paola, Picco di Circe (541 m s.l.m.), Punta di Torre Moresca, Punta di Vasca Moresca, Punta del Fortino di Cretarossa, Punta del Semaforo (412 m s.l.m.), Punta dell'Acropoli o delle Crocette (352 m s.l.m.). Inoltre sono presenti vari colli che si elevano nel versante orientale e che circondano il centro storico: Peretto, Guardia Orlando e Monticchio verso nord, Monte Morrone e S. Rocco verso sud. Varie indagini geologiche hanno dimostrato che il promontorio è costituito perlopiù da calcari di vario tipo (cristallini e bianchi, compatti, selciferi con brachiopodi, argillosi).
La pianura sottostante il promontorio invece è costituita da sabbie sommerse, bonificate durante il periodo fascista. Il promontorio nel quaternario era veramente un'isola e varie ne sono le prove: il ritrovamento sul promontorio di un'arenaria bigia ritrovata poi solamente a 300 m di profondità, i solchi marini fossili, i segni dell'erosione marina e le informazioni ottenute dallo studio degli strati pliocenici.

### Clima
Il clima è assai mite, grazie alla brezza marina che lo addolcisce d'estate e lo intiepidisce d'inverno.
- Classificazione climatica: zona C, 1254 GR/G

## Storia

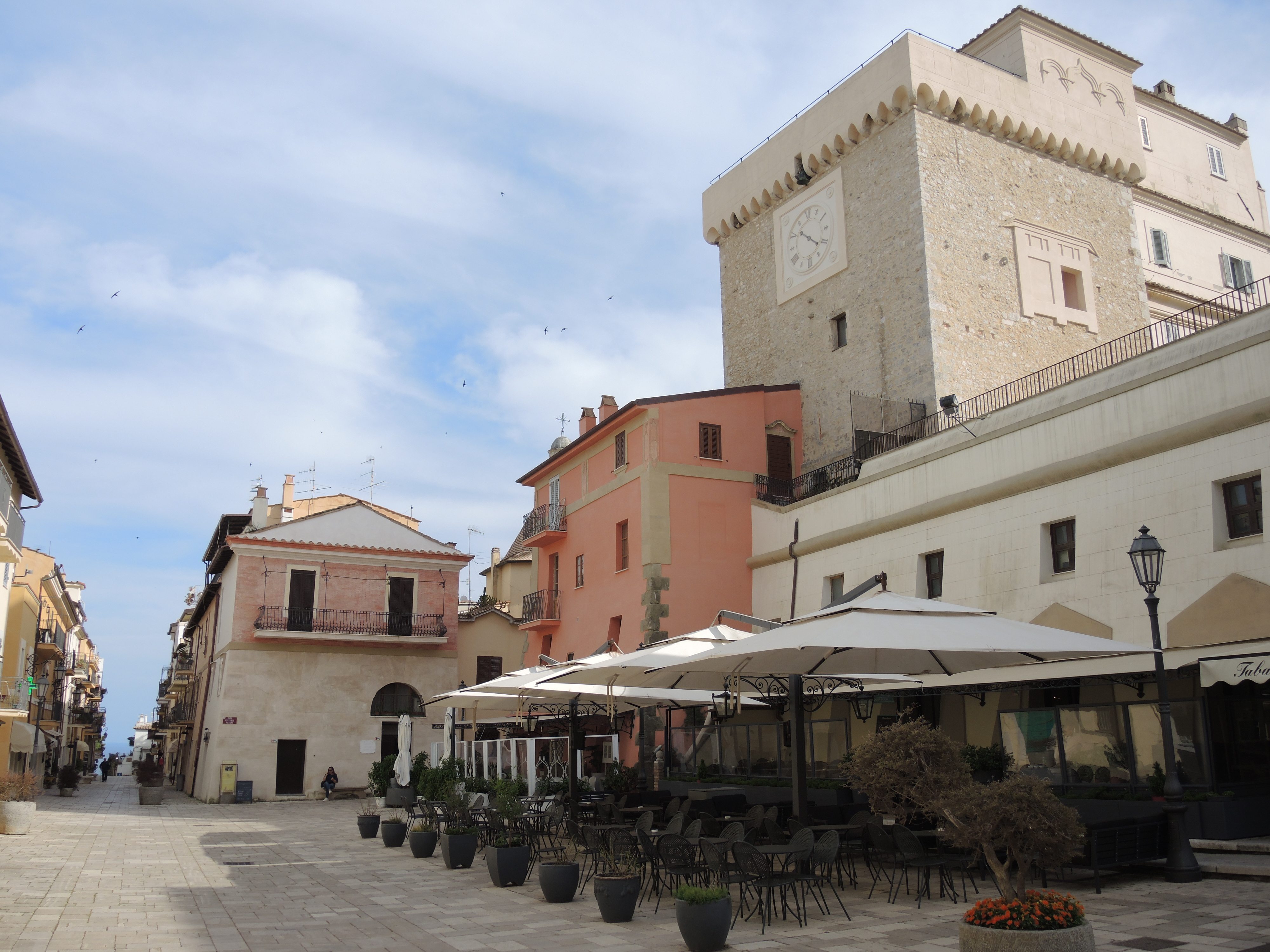
Torre dei Templari

Il paese di San Felice Circeo ha una storia antichissima, che inizia con gli uomini di Neanderthal. Durante i secoli il Circeo sarà colonia romana, possedimento dei Templari durante il Medioevo, un feudo dei Caetani e infine roccaforte pontificia.

### Preistoria
San Felice Circeo deve molto al professore Alberto Carlo Blanc che, a partire dal 1936, iniziò delle ricerche paleontologiche intorno al promontorio. Il promontorio del Circeo è caratterizzato dalla presenza di numerose grotte sul suo versante meridionale. Ed è proprio nelle grotte e nei ripari che il professor Blanc concentrò le sue ricerche. Le sue convinzioni lo portarono a scoprire nel 1939 la grotta Guattari. L'accesso era ostruito da frane antichissime. Una volta penetrato all'interno della grotta il professor Blanc scoprì di essere in un ambiente che aveva ospitato l'uomo di Neanderthal. Trovò una corona di pietre al centro della quale vi era il cranio di un individuo neanderthaliano. Nella grotta inoltre c'era una fitta presenza di ossa fossili di rinoceronte, bue, cavallo e cervo e di pietre di media dimensione usate come arnesi.
È curioso notare che gli studi della stratigrafia della grotta abbiano dimostrato la presenza di animali quali elefanti, rinoceronti, ippopotami, iene, orsi. La stessa quantità di pietre venne trovata all'interno di un'altra grotta del Circeo, la grotta del Fossellone. L'età geologica venne fatta risalire a 50000-60000 anni prima. Nello stesso periodo del ritrovamento del cranio venne portata alla luce la mandibola di un secondo individuo (Circeo II). Nel 1951 venne scoperta una seconda mandibola (Circeo III) e nel 1954, ma in un'altra grotta, Blanc portò alla luce la mascella inferiore di un bambino di 50000 anni prima. La grotta del Fossellone è la seconda grotta per importanza paleontologica del Circeo. All'interno sono stati trovati indizi di pasti, fuochi e arnesi vari. È stata abitata sia dall'uomo di Neanderthal sia dall'Homo sapiens. Altre grotte del Circeo e altre zone intorno al promontorio hanno dato alla luce importantissimi reperti quali lame, utensili da caccia, oggetti in ossidiana, in terracotta, ecc. La presenza dell'ossidiana è molto particolare perché ciò vuol dire che questi uomini preistorici erano in grado di costruire imbarcazioni per arrivare fino all'isola di Palmarola dove era possibile estrarre questo minerale.

### Storia antica

#### L'epoca pre-romana
A partire dalla metà del 3000 a.C. tutto il Lazio era abitato da popolazioni protolatine. Vivevano di pastorizia e di agricoltura, in villaggi fatti di capanne e successivamente in fortezze costruite su alture.
Intorno al 1000 a.C. arrivarono altre popolazioni italiche quali Sabini ed Etruschi.
Con queste ondate tutto il Lazio venne abitato: sui monti che delimitano le Paludi Pontine si stabilirono gli Ausoni-Opici.
In tutta la zona erano presenti gli Etruschi che fondarono Terracina e Velletri.
Dopo la caduta degli Etruschi arrivò l'ondata dei Volsci che occuparono Circei e Terracina spingendosi fino a Roma.
Il Circeo era già in antichità un importante centro commerciale; era un approdo per i navigatori stranieri i quali intrattenevano rapporti commerciali con le popolazioni locali e dell'entroterra.
Si pensa che il promontorio potesse essere una stazione di approdo dei Focei, una popolazione greca stanziatasi nelle colonie siciliane. I Focei avevano vari scali lungo la costa tirrenica dell'Italia e verosimilmente ne avevano uno anche a Circei. Furono proprio i Focei a localizzare al Circeo la vicenda dell'Odissea di Ulisse e Circe.
I Greci iniziarono a narrare e a riportare varie leggende legate al Circeo e a Ulisse, Circe e i loro figli.
La fama del Circeo presso i Greci in quest'epoca antichissima fa pensare che evidentemente il Circeo fiorì commercialmente molto prima di altre città del Lazio.

#### La colonia romana, i Volsci, la colonia latina e le battaglie contro Roma
Al Circeo vennero costituite due colonie a distanza di un secolo l'una dall'altra, riferiscono gli storici romani Tito Livio, Dionisio d'Alicarnasso e Diodoro Siculo.
La prima colonia venne inviata al Circeo da Tarquinio il Superbo e fu guidata dal figlio Arunte. Circei viene quindi menzionata nel primo trattato tra Roma e Cartagine, tradizionalmente datato al primo anno della Repubblica romana (509 a.C.).
Dionisio narra che la colonia venne inviata poiché il promontorio si trovava in una posizione strategica favorevole, in quanto affacciato sul mare. Sono assai poche però le tracce che confermerebbero la presenza di una prima colonia sul territorio di Circei, tanto che molti studiosi mettono in dubbio la presenza dei Romani al tempo di Tarquinio il Superbo. L'unico indizio ci viene dall'Acropoli, e sembra essere la seconda cinta muraria, quella che circonda l'odierno centro storico.
Poco tempo dopo la colonia dovette far fronte all'invasione dei Volsci.
Tito Livio riporta che i Volsci, guidati da Coriolano, conquistarono Circei cacciandone i coloni romani.
La versione di Dionisio d'Alicarnasso invece riporta che Circei si arrese senza opporre resistenza e che Coriolano non arrecò danni e violenze ai cittadini, ma chiese rifornimenti per l'esercito e un tributo in denaro alla popolazione.
Questo dimostra la prosperità dei primi abitanti di Circei. La resa è comprensibile poiché Circei era sì protetta da mura, ma allo stesso tempo era isolata dal resto delle paludi pontine; non poteva ricevere aiuti e inoltre i Volsci stavano incalzando nel Lazio conquistando tutte le città vicine.
Dopo la dominazione volsca i Romani-Latini nel 393 a.C. decisero di riconquistare Circei e costruirono il perimetro dell'Acropoli di Circei facendola divenire una città-fortezza.
Pochi anni dopo la fondazione della colonia latina, nel 385 a.C., Circei intraprese, insieme ad altre popolazioni, una battaglia contro Roma. La battaglia venne vinta da Roma che imprigionò alcuni Circeiensi.
Nel 383 a.C., Circei si alleò di nuovo con Preneste, Velletri e Lanuvio in una guerra contro Roma. La battaglia terminò un anno dopo, anche questa volta con la vittoria di Roma.
Dopo anni di quiete apparente nel 340 a.C. scoppiò la Guerra latina.
Circei partecipò attivamente alla guerra tanto che uno dei due pretori della Lega Latina fu Lucio Numicio Circeiense.
Dopo due anni di scontri Roma ebbe la meglio e come conseguenza ci fu una dura repressione per tutte le dieci città latine.
Un ultimo scontro si ebbe durante la seconda guerra punica quando Circei e altre città limitrofe rifiutarono di fornire a Roma soldati e provvigioni. Roma rispose ben sei anni dopo pretendendo da Circei il doppio dei soldati e dei rifornimenti richiesti.
Durante tutto il periodo romano si deduce che Circei fosse una colonia fiorente. Era strategicamente importante, possedeva un porto e divenne luogo di villeggiatura frequentato dalle personalità di spicco del mondo politico romano.

#### Testimonianze romane nel territorio di San Felice Circeo
Molte furono le personalità di spicco dell'antica Roma che fecero tappa al Circeo e che lasciarono le loro tracce. Molti personaggi importanti erano soliti trascorrere periodi di villeggiatura, altri si ritirarono qui in esilii dorati. Il triumviro Marco Emilio Lepido arrivò al Circeo nel 36 a.C. relegato da Ottaviano. Qui rimase vent'anni e i resti della sua villa si possono ammirare oggi dal belvedere del centro storico (la piazzetta Marconi): si scorge poco lontano una grande costruzione di epoca romana che è appunto la villa di Marco Emilio Lepido. Tuttora è visitabile in quanto è stata recentemente restaurata.
Sono presenti i resti di altre due ville romane: una sul Monte Morrone e l'altra in zona Peretto ove rimane una conserva d'acqua appartenente a una villa di età repubblicana.
Per quanto riguarda le costruzioni religiose bisogna menzionare l'antichissimo tempio dedicato al culto della dea Circe (che coincideva con Venere) che si ergeva sulla vetta più alta del promontorio. L'età è quella della seconda colonia, quindi intorno al 390 a.C. Oggi rimane il basamento del tempio e vari indizi. È stata ritrovata nei pressi del tempio anche la testa di una statua in marmo che raffigura la dea Circe. Oggi è possibile ammirarla al Museo delle Terme di Roma.
Un altro tempio sorgeva in località Monticchio. I reperti venuti alla luce dimostrano che il tempio venne costruito in età assai antica, ovvero intorno al V secolo a.C. Sono stati ritrovati frammenti di ceramiche, figurine in bronzo e monete siculo-puniche. Altri ritrovamenti abbondanti di figurine e statuette sono stati rinvenuti in zona Fontana Copella dove è stata poi scoperta una stipe votiva. Varie le statue, i bassorilievi, le incisioni ritrovate su tutto il territorio.
Altri monumenti degni di nota sono il porto canale di Torre Paola, che congiunge il lago al mare; la Fossa Augusta, un canale che partiva dal lago e che sfociava in mare sul versante opposto, ovvero in località Rio Torto. Oggi è ancora possibile vedere l'opera, seppur con varie modifiche. Tale fossa rientrava nel progetto di Nerone di collegare Ostia al lago d'Averno, in Campania.
Poco conosciuto è il tratto della Via Severiana che passa ai piedi del promontorio, esattamente fra la macchia di Selvapiana e il promontorio stesso. La strada ormai non è più visibile, mentre invece si possono distinguere delle costruzioni funerarie, sepolcri e lapidi che costituiscono una vera e propria necropoli. Sul territorio del comune di Sabaudia sorgono due fra le più importanti testimonianze presenti al Circeo dell'epoca romana: la Fonte di Lucullo e la Villa di Domiziano.

### Il Medioevo

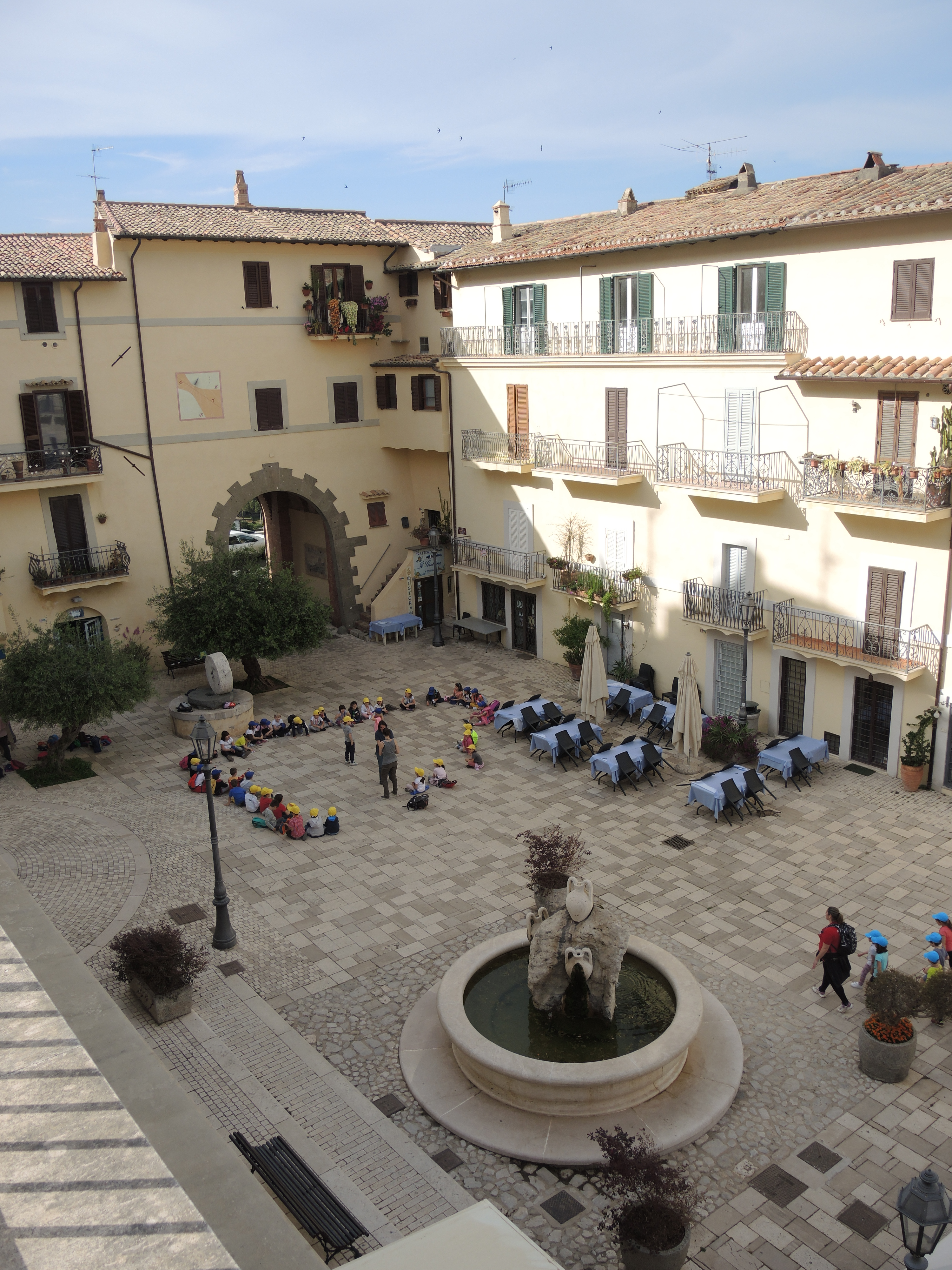
Piazza Vittorio Veneto

#### L'Alto Medioevo
La storia del Circeo presenta un ampio buco temporale che va dalla caduta dell'Impero romano fino all'anno mille. Sono gli anni delle invasioni barbariche e non è da escludere che gli abitanti della colonia abbiano subito violenze e devastazioni, prima con Alarico e poi con Genserico. Non vi sono documenti ufficiali che attestino il passaggio di queste popolazioni barbare al Circeo ma è tutto molto verosimile poiché comunque attaccarono le città situate lungo la Via Appia. Sicuramente Circei venne distrutta nel IX secolo dalle invasioni saracene. Nella prima metà dell'anno 800 infatti la costa italiana, dalla Sicilia alle foci del Tevere, venne attaccata e saccheggiata da navi arabe che partivano dalla Tunisia. Nell'829 Circei conobbe una prima devastazione e i pochi abitanti sopravvissuti si rifugiarono a Terracina. Tutto il secolo fu segnato da battaglie navali fra Saraceni e Stato Pontificio con le vittorie delle flotte papali nella seconda metà del secolo, quando papa Giovanni VIII sconfisse 18 navi nemiche. I pochi fuggiaschi saraceni si rifugiarono nei boschi del Circeo. Nel momento della vittoria però le città marinare di Gaeta, Salerno, Amalfi firmarono la pace con i Saraceni che rimasero presso il Garigliano per trenta anni. In questi trenta anni i paesi costieri del Lazio meridionale vennero saccheggiati e rasi al suolo. Circei ebbe la stessa sorte di molti altri paesi: l'annientamento totale. L'antica colonia era sparita e da quel momento in poi il centro abitato cambiò nome in Rocca Circei, Rocca Circea, Rocca de Circeio, Castrum Sancti Felicis, Locus Sancti Felici.

#### Feudo dei Frangipane
La Rocca Circea inizia a venire menzionata nei documenti dell'Alto Medioevo. Venne costruita dai Papi o dai terracinesi subito dopo la distruzione di Circei. Dopo essere stata affidata per un periodo ai terracinesi, la Rocca Circea venne governata dalla signoria di Marino di Formosa. In quegli anni Terracina era in guerra contro Gaeta e l'alleanza della Rocca Circea con i gaetani è attestata in alcuni importanti documenti. Marino di Formosa lasciò ai cittadini ampie libertà ma in cambio richiese protezione armata e alleanza militare con l'esercito di Gaeta. Nel 1138 Gaeta cadde sotto il regno dei Normanni; di conseguenza anche la signoria di Marino di Formosa abbandonò la Rocca Circea che venne occupata per breve tempo proprio dai Normanni.
Il XII secolo vide l'arrivo alla Rocca Circea dei Frangipane. I Frangipane, famiglia prima ghibellina e poi guelfa, dominarono l'intera area pontina e divennero i più importanti difensori del papato. Nel 1145 papa Lucio II diede in concessione alla famiglia, già proprietaria di Terracina, anche la Rocca Circea. Ma all'inizio del Duecento i terracinesi iniziarono a ribellarsi al dominio dei Frangipane occupando la Rocca. Nel 1207 papa Innocenzo III acquistò il feudo della Rocca Circea. Nel 1239 il papa Gregorio IX affidò ai terracinesi il compito di fortificare la Rocca, sempre più cosciente del fatto che si trattasse di un importantissimo punto strategico di difesa per lo Stato Pontificio.

#### I Templari al Circeo e la fine del XIII secolo
Nel 1239, in un periodo di aspre lotte fra il papa Gregorio IX e Federico II, il Pontefice ordinò ai Cavalieri Templari di impossessarsi della Rocca Circea. L'Imperatore infatti aveva intenzione di attaccare da sud lo Stato Pontificio. I Templari già erano in possesso della chiesa di S. Maria della Sorresca ma solo nel 1239 il Papa ordinò di riattivare e di fortificare la Rocca Circea. È in questo periodo che la Rocca cambiò nome in Castrum Sancti Felicis. Oggi nel centro storico di S. Felice Circeo è possibile ancora osservare i luoghi costruiti e abitati dai Templari che eressero un convento e la torre che oggi domina la piazza centrale. Nel 1259 il Castrum Sancti Felicis venne dato a un nuovo signore: Giordano Pironti-Conti. Lui e i suoi discendenti governarono il paese fino alla fine del secolo, quando per occupazione violenta passò sotto la guida della famiglia Annibaldi di Roma.

#### Dal 1300 al 1492: l'avvento dei Caetani e altre vicende
Il 1301 è una data molto importante nella storia del Circeo: gli Annibaldi infatti cedettero tutto il Castrum Sancti Felicis a Pietro Caetani. Il regno della famiglia Caetani sarà lunghissimo: più di 400 anni. La famiglia Caetani divenne potentissima in seguito alla consacrazione a papa di un membro della famiglia, Benedetto, che prenderà il nome di Bonifacio VIII. Nel 1300, dopo la morte di Bonifacio VIII la famiglia Caetani raggiunse l'apice del suo splendore grazie al suo massimo esponente dell'epoca: Onorato I conte di Fondi. Il Castrum Sancti Felicis venne governato dapprima da Pietro, poi dal cardinale Francesco, e da Nicolò I. Nel 1378 iniziò lo Scisma d'Occidente e i Caetani e le zone pontine giocarono ruoli fondamentali nella vicenda. Onorato I occupò il Circeo e solo nel 1400 la Chiesa, tramite una crociata, riuscì a sconfiggerlo. La Chiesa per qualche anno governò nel territorio di S. Felice che nel 1411 passò di nuovo in mano ai Caetani. Il personaggio della famiglia che più si distinse per ciò che fece per il Castrum Sancti Felicis fu Giacomo IV. Egli infatti abitò nel castello di S. Felice e cercò di aiutare gli abitanti e di migliorarne le condizioni di vita. Nel 1441 avvenne un fatto cruciale: la guerra tra Alfonso V d'Aragona e il papa Eugenio IV. L'aragonese occupò Terracina e si spinse fino al Castrum Sancti Felicis distruggendolo completamente. Due anni dopo il territorio di S. Felice ritornò sotto la protezione della Chiesa. Sono questi gli anni in cui Onorato III Caetani si volle riappropriare del castello di S. Felice che invece i pontefici gli negarono. Anzi lo fecero imprigionare e solo dopo trenta anni il conte ritornò a governare sul Castrum Sancti Felicis. Nel 1482 il Circeo venne occupato da Alfonso, duca di Calabria, che era in guerra contro Sisto IV e nel 1495 dalle milizie francesi di Carlo VIII. Dopodiché passò sotto il dominio dello Stato Pontificio.

### L'epoca moderna

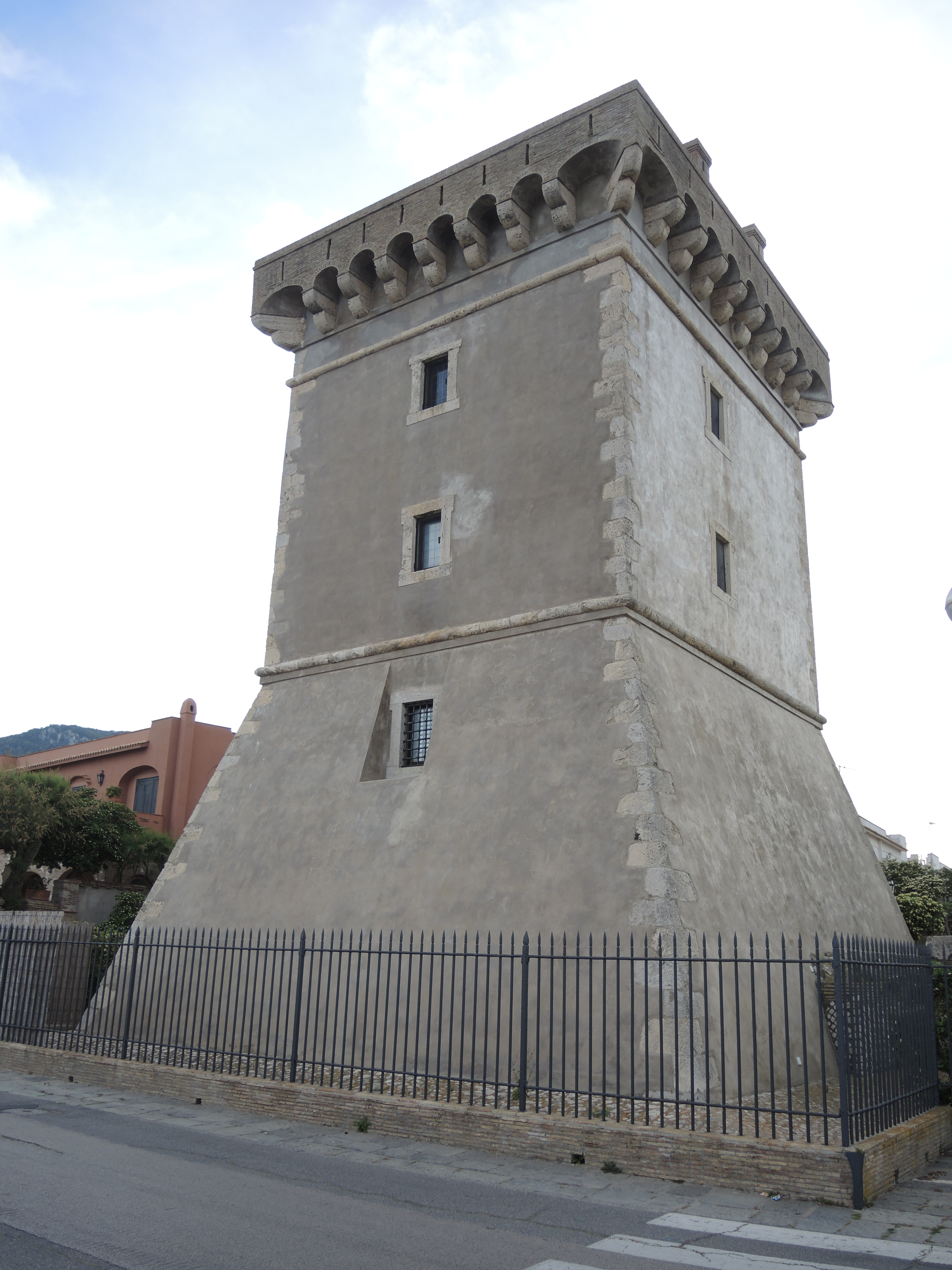
Torre Vittoria

#### Il Cinquecento: la distruzione, Guglielmo Caetani, le torri costiere
Il Cinquecento cominciò molto male per San Felice che venne distrutta nel 1501 da Federico I d'Aragona. Il re infatti si stava recando in esilio in Francia dopo gli esiti del trattato di Granata e quando con le sue navi giunse al Circeo decise di sbarcare e di radere al suolo il paese. Questo perché il territorio era stato governato dai Caetani, nemici politici della famiglia aragonese. Gli abitanti fuggirono e i pochi che si salvarono si trasferirono a Sermoneta. Con la morte di papa Alessandro VI il paese ritornò a essere un possedimento dei Caetani. Il nuovo papa Giulio II chiamò Guglielmo Caetani, che si trovava in esilio a Mantova, e con un documento incaricò il nobile di ricostruire e restaurare il castello di S. Felice. Guglielmo Caetani chiamò a sé tutti i vecchi abitanti di S. Felice che si erano trasferiti a Sermoneta e a Terracina. Durante un incontro con essi egli dichiarò i suoi intenti: la ricostruzione a sue spese del castello e delle mura, la donazione di terre agli abitanti originari di S. Felice e la ricostruzione dei mulini. I cittadini però avrebbero dovuto impegnarsi nella ricostruzione delle proprie case e nella difesa del paese da ogni attacco che sarebbe arrivato dall'esterno.
Anche se la ricostruzione vera e propria del paese avvenne nel secolo successivo, a Guglielmo si deve la ricostruzione della cerchia muraria, la costruzione della parte inferiore del Palazzo Baronale, e la porta ad arco che ancora oggi è l'accesso al paese. Per tutto il Cinquecento i successori di Guglielmo tentarono di proseguire con i piani di ricostruzione e ripopolamento, ma con scarsi risultati. Nel 1562 il papa Pio IV incaricò i signori di Sermoneta (e di San Felice) Nicolò e Bonifacio Caetani di erigere quattro torri in difesa del litorale. Tutto il Cinquecento fu segnato infatti dai continui attacchi dei saraceni che depredavano le coste laziali. In particolare il promontorio del Circeo era una meta preferita dai pirati che si nascondevano tra le insenature della costa per attaccare le navi che passavano. Inoltre la maggior parte delle volte sbarcavano sulla terraferma per compiere razzie e rapimenti. Le prime torri a essere costruite furono Torre Paola e Torre Fico. La prima (il cui nome deriva dalla località: sorge infatti presso il lago di Paola) si trova a ponente sul versante di Quarto Freddo, l'altra (il cui nome deriverebbe dalla presenza massiccia di fichi d'India che la circondano ancora oggi) è posta a levante sul versante di Quarto Caldo (oggi la si può ammirare dal porto). Dopo solo un anno di lavori le due torri erano pronte e subito si distinsero come le due torri più forti e più funzionali di tutto il litorale. Le altre due torri a essere costruite furono Torre Cervia e Torre Moresca. La prima venne costruita nella parte del promontorio più sporgente verso il mare. Il nome deriva dai cervi che erano soliti passare in quella zona. Torre Moresca invece venne eretta in una zona molto impervia. Le altre torri del Circeo verranno costruite successivamente.

#### Il Seicento: San Felice assume l'aspetto odierno con la ricostruzione e il ripopolamento
Nei primi decenni del Seicento i Caetani decisero di iniziare una seria opera di ripopolamento e di ricostruzione di San Felice. In paese arrivarono undici famiglie ischitane a cui seguirono famiglie provenienti da Sperlonga, Napoli, Orvieto, Nettuno, Roccagorga e da tanti altri paesi fra Lazio, Campania, Umbria e Toscana. Già alla fine del secolo la popolazione aumentò di due terzi e molti cognomi dell'epoca sono rimasti fino ai giorni nostri. Per quanto riguarda la ricostruzione, nel Seicento il paese assunse l'aspetto che è rimasto più o meno fino a oggi. I Caetani decisero di portare a termine la costruzione del Palazzo Baronale (oggi sede del comune), di ristrutturare il convento, di costruire una chiesa all'interno del Palazzo Baronale (oggi si possono vedere alcuni resti sotto l'arco che collega piazzale San Francesco alla piazza Lanzuisi), di completare l'odierno corso Vittorio Emanuele. Migliorarono in generale le condizioni degli abitanti, tant'è che vennero aperte delle attività manifatturiere: industrie tessili, concerie e osterie. La pesca all'epoca non era praticata a causa della paura per gli attacchi dei pirati mentre la caccia era riservata al Duca. Era comunque una situazione di benessere che il paese non aveva mai conosciuto prima, forse solo durante l'epoca romana. Questa prosperità prese piede in un periodo che invece fu difficilissimo per il resto della penisola italiana afflitta dalla peste e dalla guerra dei trent'anni.

#### Il Settecento: il governo della Camera Apostolica
I primi venti anni del Settecento furono segnati da passaggi di proprietà. Il feudo passò dai Caetani ai Ruspoli e poi agli Orsini. Nel 1720 il feudo venne venduto alla Reverenda Camera Apostolica che lo resse per ben 150 anni. Papa Clemente XI e il cardinale Collicola, collaboratore del pontefice, iniziarono subito dei lavori molto importanti: riportarono in funzione il canale romano presso il lago di Paola, ormai interrato, costruirono una nuova chiesa parrocchiale (poi demolita nel 1961 e ricostruita nel 1965 su progetto dell'architetto Clemente Busiri Vici), restaurarono il convento, che venne adibito ad abitazione per i cittadini, e aprirono una porta ad arco di accesso nel Palazzo Baronale per il passaggio dei carri. Nel 1730 papa Clemente XII affidò al proprio nipote Neri Maria Corsini il territorio di San Felice. Neri Maria Corsini fu una personalità di spicco negli ambienti romani, aveva svolto mansioni di diplomatico nelle corti di tutta Europa. Governò il territorio di San Felice per quarant'anni. Il cardinale Corsini venne incontro alla popolazione sanfeliciana dimezzando le tasse, cercando di avviare dei progetti per far tornare il lago di Paola pescoso come un tempo ed eseguì inoltre dei lavori nel paese, come l'ampliamento della chiesa parrocchiale. Dopo la morte di Corsini il paese verrà governato direttamente dal Governatore della Reverenda Camera Apostolica. Tra i vari governatori che si avvicendarono ci fu anche Giovanni Angelo Braschi che venne poi eletto papa col nome di Pio VI. Tale personaggio fece costruire un numero importante di case nuove per gli abitanti di San Felice, ampliò la chiesa parrocchiale, riattivò la cava di alabastro e diede ai sanfeliciani il permesso di coltivare nella macchia di Terracina. Durante il 1700 venne costruita, o forse è meglio dire ricostruita, l'ultima torre costiera: Torre Olevola. San Cesario di Terracina, diacono e martire, e San Sebastiano martire erano gli antichi protettori del paese fino al 27 aprile 1777, giorno in cui la chiesa fu consacrata a San Felice II papa e martire. Nella Chiesa arcipresbiterale di San Felice Circeo si conservavano reliquie dei Santi Cesario e Sebastiano.

#### L'Ottocento

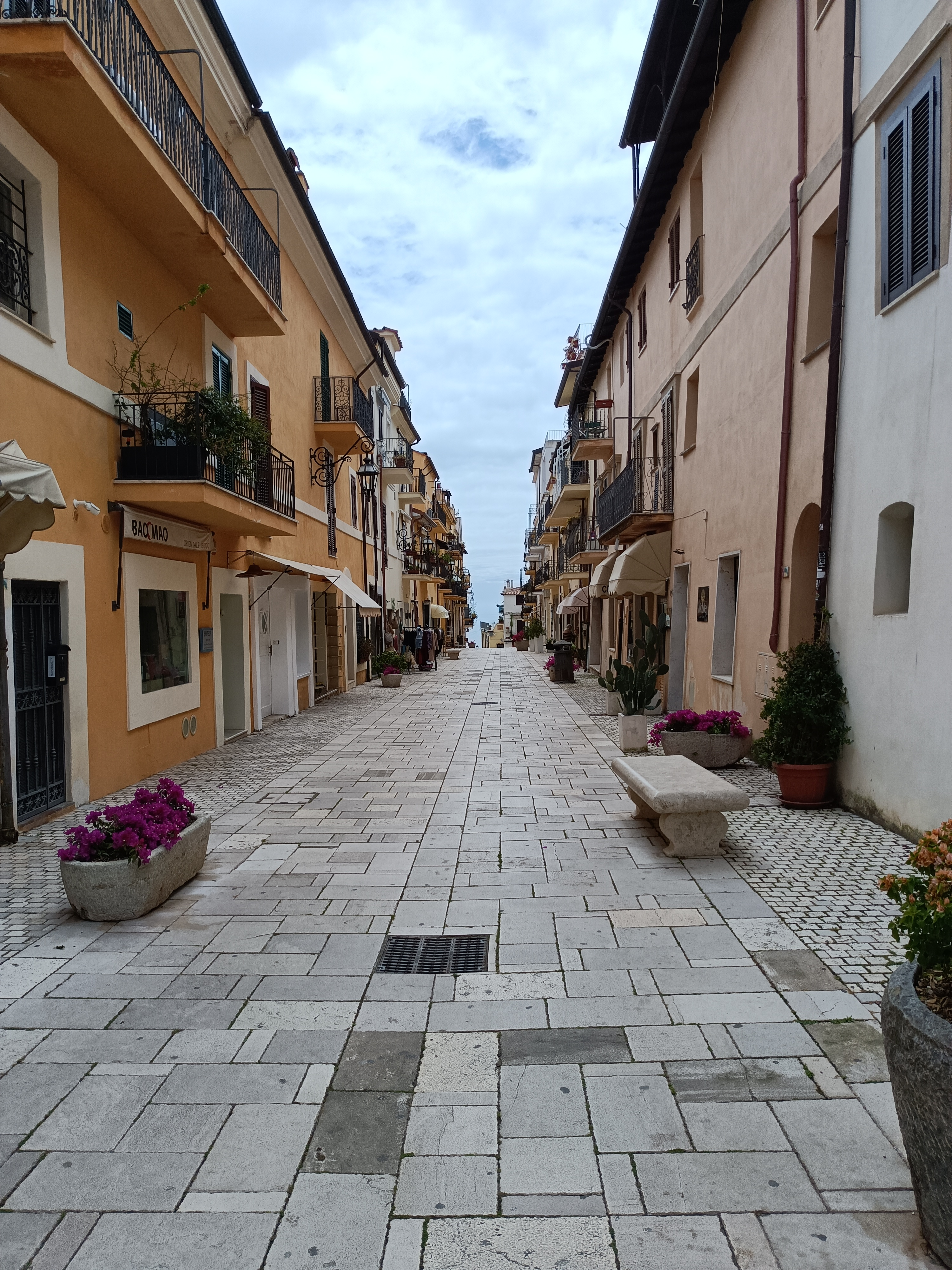
Centro storico di San Felice Circeo

Se si percorre la strada che da La Cona conduce al centro storico si troverà, poco dopo, sulla sinistra una discesa intitolata al principe Stanislao Poniatowski. A distanza di 200 anni sono ancora vivi tra i sanfeliciani il ricordo e la riconoscenza verso questa figura così importante nella storia del paese.
Il principe, nipote del re Stanislao II Augusto di Polonia, prese in affitto il feudo nel 1808 e lo resse per 14 anni. All'inizio nominò un ministro, un suo uomo di fiducia, che però venne licenziato poco dopo poiché aumentò gli affitti agli abitanti. L'opera del principe giovò molto alla popolazione: piantò vigneti e altri innumerevoli frutteti su tutto il territorio, costruì altre case nel centro storico, costruì magazzini e cantine sfruttando e ampliando gli spazi del palazzo baronale, collocò l'orologio sulla Torre dei Templari in modo che tutti potessero sapere l'ora, migliorò la viabilità costruendo strade che collegavano perfettamente i vari punti del territorio, migliorò le condizioni del lago e dei locali predisposti ai pescatori. Inoltre costruì una villa in un punto del promontorio: tale villa oggi è conosciuta come Villa Aguet ma in realtà venne costruita dal principe polacco; inoltre costruì anche un padiglione presso l'attuale piazzale Gino Superti. Al Circeo arrivarono vari artisti da Roma, tutti al servizio del principe, e tra questi ricordiamo Giuseppe Valadier, fonditore del Campanone della Basilica di San Pietro in Vaticano. In quattordici anni il paese rifiorì, cambiò volto e gli abitanti conobbero un vero periodo di benessere.

#### Il periodo napoleonico, il risorgimento e il brigantaggio
Durante il periodo napoleonico al promontorio viene riaffidato il compito di baluardo per la difesa costiera. L'arrivo delle truppe francesi comportò la costruzione delle due batterie di Torre Cervia e di Torre Moresca (quest'ultima ancora osservabile) e la sistemazione di un telegrafo nella zona dell'Acropoli. Nel 1814 Gioacchino Murat, governatore nel regno di Napoli, abbandonò Napoleone e iniziò una marcia verso lo Stato Pontificio. Il generale francese filo-napoleonico che reggeva le truppe al Circeo si ritrovò contro le truppe napoletane che nel frattempo si appostarono nella zona dell'Acropoli. A quel punto, sotto la pressione sia delle truppe ma anche della popolazione, le truppe francesi si ritirarono senza ingaggiare battaglia.

### Simboli
Lo stemma e il gonfalone sono stati concessi con regio decreto del 9 novembre 1933.
Il gonfalone è un drappo di azzurro.

## Monumenti e luoghi d'interesse

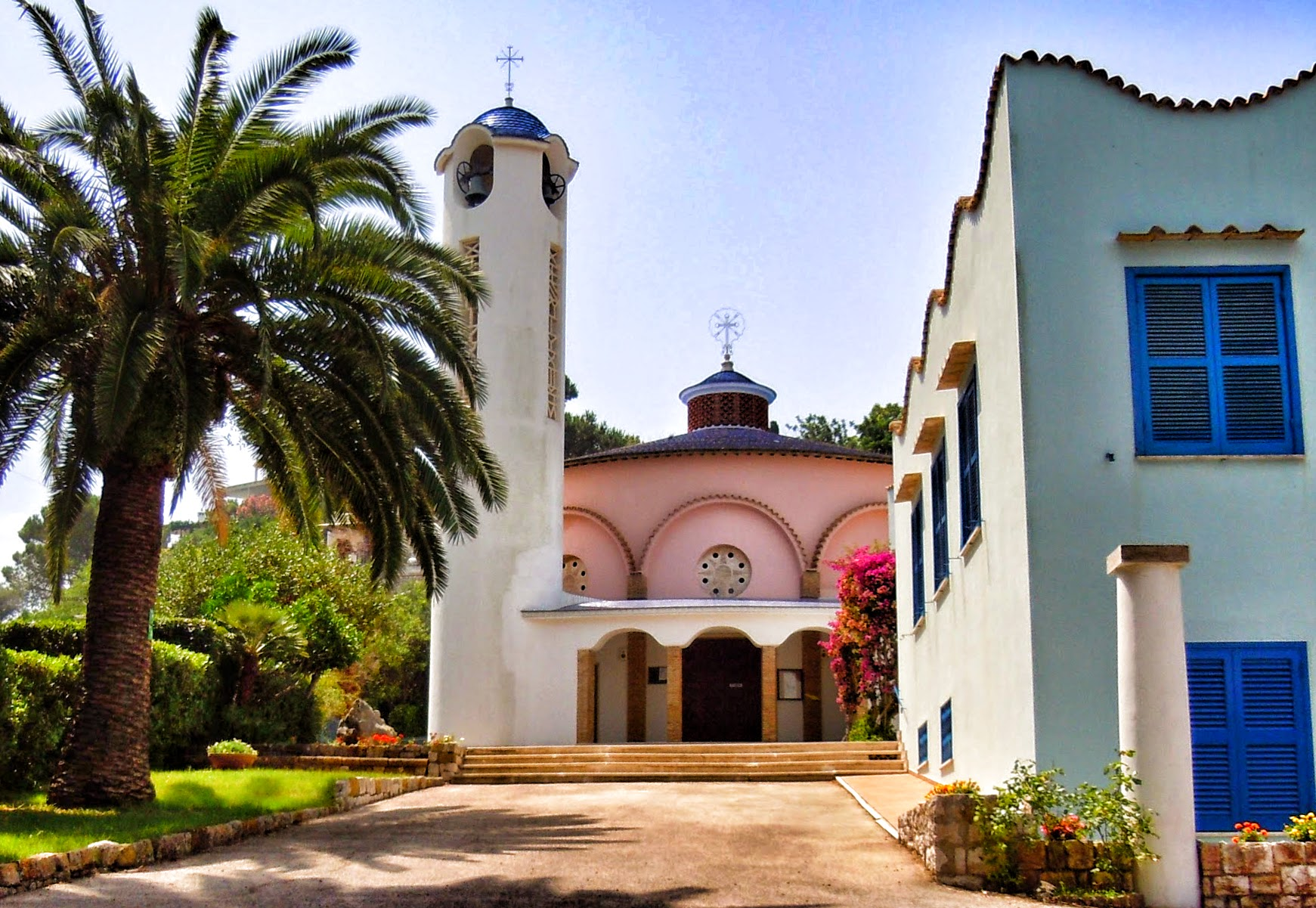
Chiesa dell'Immacolata (Pineta)

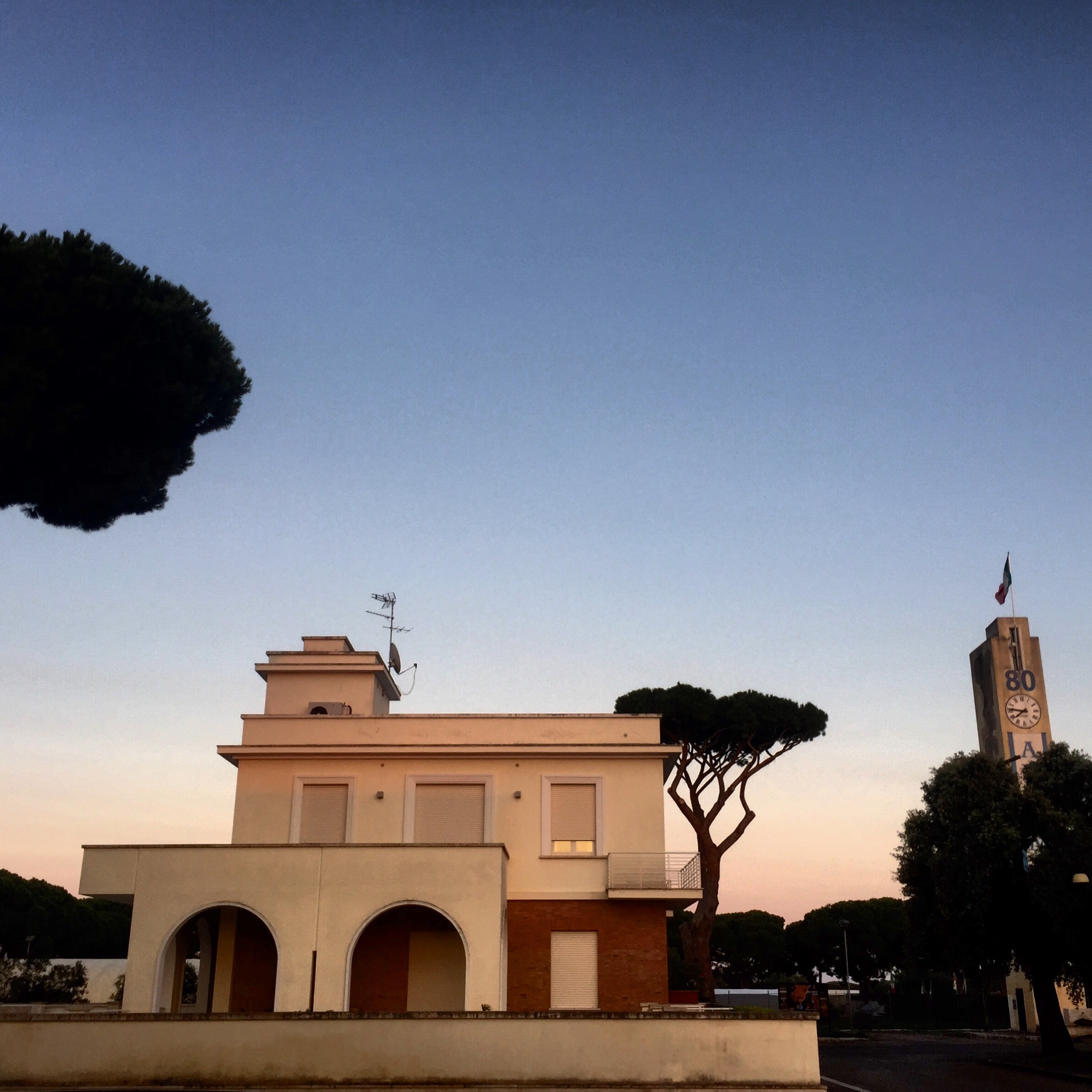
Borgo Montenero, architettura razionalista (ph. Alfredo Accatino)

### Architetture religiose
- Chiesa parrocchiale di San Felice Martire nel Centro Storico, Chiesa Madre dove vengono conservate le reliquie di san Felice Martire patrono del Circeo. È stata realizzata negli anni sessanta sulla base della Chiesa Vecchia, ormai demolita. Qui si celebrano le più importanti feste del paese: Santa Maria della Sorresca (il cui Santuario si trova sulle sponde del lago di Paola nel comune di Sabaudia), San Rocco, la Madonna Assunta in cielo e il patrono San Felice Martire.
- Chiesa dell'Immacolata, si trova in piazza Italo Gemini (Pineta), a pochi metri dal mare e ai piedi del Monte Morrone, dove è sormontata la Statua della Madonna Immacolata realizzata da A. Gemini. Edificata nell'anno 1954, è gestita dalle suore benedettine di Priscilla ed è emblema della devozione dei sanfeliciani alla Madonna. La chiesa è un importante centro religioso per la comunità di San Felice Circeo e per i villeggianti che nel periodo estivo la frequentano, data la sua vicinanza al mare. Presso la chiesa, nel periodo natalizio, è visitabile un presepe animato, in cui i personaggi sono in movimento.
- Chiesa parrocchiale di Santa Maria degli Angeli, in località Pantano Marino realizzata negli anni novanta. Custodisce la riproduzione della Sindone.
- Chiesa parrocchiale di San Francesco d'Assisi in piazza IV Ottobre, presso Borgo Montenero, cui patrono è proprio il Santo di Assisi festeggiato il 4 ottobre. La chiesa, come il borgo, è stata edificata in epoca fascista.
- Chiesa Santa Maria della Pietà (La Madonnella) è situata nel centro storico, al di fuori delle mura, in piazza della Rimembranza. È anche detta "Chiesa dei Caduti" in quanto al suo interno si trova una lapide commemorante i sanfeliciani morti durante la Grande Guerra. La cappella è stata realizzata tra l'XIII e il XIV secolo e nell'abside si trovano gli affreschi di Cristo Redentore e della Pietà. Troviamo inoltre un'antica statua marmorea dell'Assunzione di Maria Vergine che precedentemente si conservava nella chiesa di S. Felice Martire, ora sostituita con un'altra più recente e un affresco raffigurante la Pietà; è la più antica edificazione religiosa del Circeo insieme al Romitorio del Salvatore al Quarto Caldo.
- Cimitero comunale. Nel piccolo e suggestivo cimitero che sovrasta la città vecchia riposano importanti personaggi di spettacolo che qui passarono gli ultimi anni della loro vita, come Anna Magnani, Lyla Rocco e Alberto Lupo, ma anche l'attrice Marisa Merlini,[8]  il regista e sceneggiatore Marcello Fondato e George Weller, il primo giornalista a visitare Nagasaki dopo il lancio della bomba atomica nel 1945 e a descriverne gli orrori.

### Architetture civili
- Villa Aguet, nei pressi del centro storico.

### Architetture militari

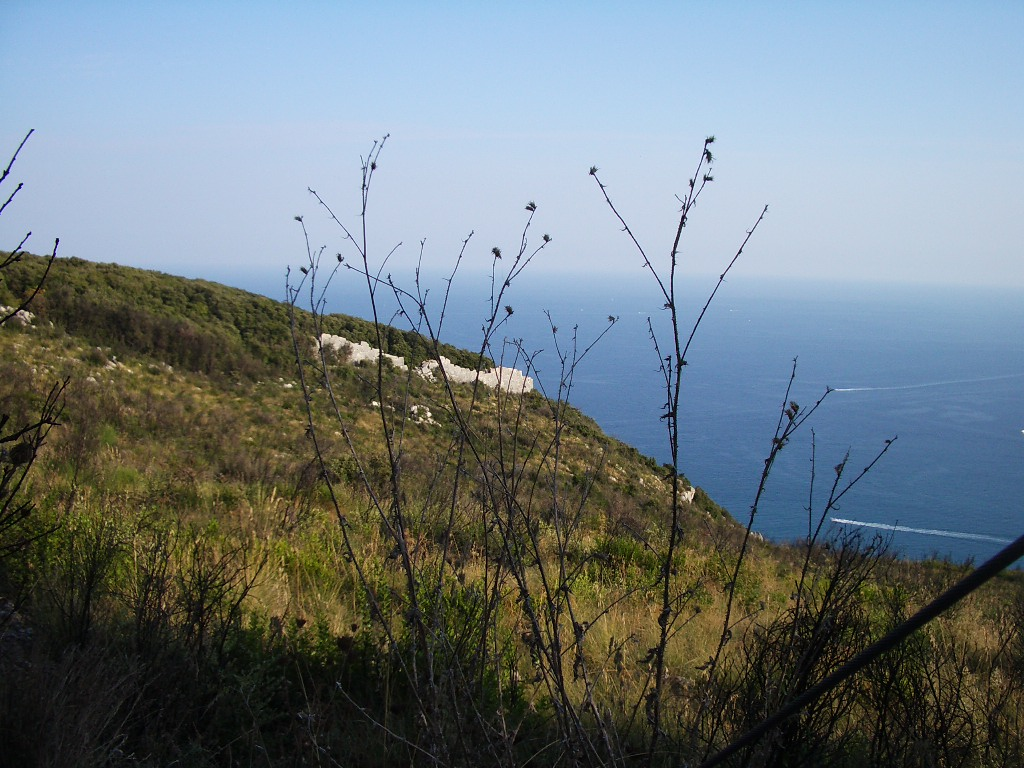
Le mura ciclopiche del Circeo in località "Crocette"

- Mura Ciclopiche: loc. "Crocette", accesso libero. Resti di mura poligonali risalenti al V secolo a.C. All'interno del circolo murario è stata eretta una croce votiva da cui si gode uno stupefacente panorama del golfo fino a Gaeta e Ischia
- Torre Templare e porta ogivale detta "del Parco". Insieme alla piazzetta "del Convento" sono tra i pochi resti risalenti al breve periodo dell'occupazione del castello di "Santa Felicita" da parte dei Templari. Nel locale accessibile da piazza Lanzuisi, oggi sede del Parco Nazionale del Circeo, sono visibili i resti delle fondamenta medievali e numerose anfore.
- Villa di Marco Emilio Lepido, località San Rocco, restaurata nel 2013 e tuttora visitabile. Dalla strada omonima che dal mare porta al centro storico sono visibili sulla sinistra i resti del basamento e delle mura di contenimento in opus incertum.
- Torri costiere: Torre Paola, Torre Moresca, Torre Cervia, Torre Fico, Torre Vittoria, Torre Olevola. Le torri, erette fra il Quattrocento e il Cinquecento, fanno parte di un sistema difensivo progettato per la difesa dalle continue incursioni dei pirati, soprattutto i saraceni.

### Siti archeologici
- Grotta Guattari: accessibile solo con permesso speciale. Nel 1939, Alberto Carlo Blanc, paleontologo, vi rinvenne uno dei primi resti fossili dell'Uomo di Neanderthal. L'originale del teschio è oggi conservato a Roma, mentre nella grotta è visibile un calco. Un nuovo ritrovamento, questa volta di ossa di nove individui sempre neandertaliani - nel corso delle ricerche della Soprintendenza in collaborazione con l’Università Tor Vergata, iniziate nell’ottobre del 2019, viene reso noto nel 2021. I reperti, insieme agli altri due trovati in passato nel sito, portano così a undici il numero complessivo di individui presenti nella Grotta Guattari. Degli ultimi ritrovamenti, otto risalgono a un periodo compreso tra 50000 e 68000 anni fa, mentre il più antico risale a un periodo tra 100000 e 90000 anni fa.
- Grotta Breuil, una grotta che si trova all'estremità occidentale del Promontorio del Circeo.
- Grotta del Fossellone, una grotta che si trova sul versante meridionale del Promontorio del Circeo.
- Grotta delle Capre, una grotta che si trova sul versante meridionale del Promontorio del Circeo.

### Aree naturali
- Parco nazionale del Circeo
- Grotta dell'Impiso, una grotta che si trova sul versante meridionale del Promontorio del Circeo.
- Grotta Lanzuisi, una grotta che si trova nel versante meridionale del Promontorio del Circeo
- Grotta Azzurra, una grotta visitabile solo via mare; il nome deriva dalle sfumature che assume grazie al riflesso del sole sul mare.

### Altro
- Cristo del Circeo: la statua del Cristo sommerso è l’emblema marino più rappresentativo del Circeo. I lavori di posizionamento e inabissamento della scultura, consacrata nel 1992 dal vescovo Domenico Pecile, sono stati eseguiti da subacquei pontini il 25 aprile dello stesso anno. La statua, ancorata a un piedistallo di cemento armato alto un metro e dal peso di oltre tremila chili, è visitata ogni anno da migliaia di appassionati subacquei, anche per occasioni decisamente originali, come è avvenuto negli ultimi anni, quando sono stati celebrati alcuni matrimoni sott’acqua proprio davanti alla statua del Cristo. Il luogo è identificabile grazie a un gavitello di segnalazione (coordinate 41° 12' 34" N - 13° 06' 35" E) ed è vietato alla pesca e all'ancoraggio.

## Società

### Evoluzione demografica
Abitanti censiti

### Tradizionali e folclore
A San Felice Circeo i principali festeggiamenti sono: Santa Maria della Sorresca il giorno dopo la Pentecoste, San Felice "Rannë" (ovvero San Felice Grande, da distinguere da San Feliciejë, il piccolo) il 29 luglio, San Rocco e la Madonna Assunta il 15 e 16 agosto.
Santa Maria della Sorresca

La festa più sentita e che vede la presenza massiccia dei cittadini è quella di Santa Maria della Sorresca. I sanfeliciani ne sono devotissimi, tanto che è la festa più importante, considerata maggiore anche a quella del patrono e a tutte le altre. Dalla chiesa di S. Felice Martire (nel centro storico) parte una processione all'alba, in cui viene portata a spalla la statua della Madonna pellegrina denominata "Maris Stella", che arriva fino a Sabaudia, dopo una processione di oltre 14 chilometri, sulle rive del lago di Paola, dove è situato l'antichissimo santuario di Santa Maria della Sorresca che contiene l'antica statua lignea. Narra la leggenda che un giorno alcuni pescatori di San Felice, tirando le reti gettate nel lago, le sentirono alquanto appesantite e, mentre pensavano a un'abbondante pesca di pesce, si accorsero di aver recuperato una statua di legno raffigurante la Madonna che regge sulle ginocchia il Bambino Gesù. Sbalorditi e commossi, pensarono di portare la Sacra Immagine, rosicchiata in parte dai tarli marini, in una chiesa e scelsero quella di San Paolo, ai piedi del promontorio del Circeo, lambita dal canale che collega il lago al mare. Il giorno seguente tornarono alla chiesa per ammirare e venerare la bella Immagine della Madonna, ma restarono delusi e pensarono che i ladri l'avessero portata via. Quale fu la loro meraviglia, quando tornati a pescare sul lago, scorsero sulla riva, vicino al luogo del ritrovamento, la statua della Madonna posta su un albero. Capirono allora che lì la Madonna voleva il suo Santuario e così, con l'aiuto della popolazione di S. Felice, eressero una cappella che, dopo diversi secoli resta a indicare il luogo della 'risurrezione' della miracolosa statua, che presto fu chiamata Madonna della Sorresca, Madonna della Risurrezione. L'antica statua lignea è conservata nell'abside del Santuario. La festa vede la presenza di moltissimi cittadini del Circeo devoti alla Madonna che in occasione della festa si incontrano al santuario, dopo la S. Messa Solenne celebrata dal vescovo diocesano e dai vari sacerdoti. La sera dello stesso giorno la Banda Musicale esegue un concerto di un'ora e mezzo presso la piazza centrale della Cona, nella parte bassa del Circeo; in seguito riparte la processione dalla Cona sino alla chiesa del centro storico, concludendo così i festeggiamenti.
San Felice Martire

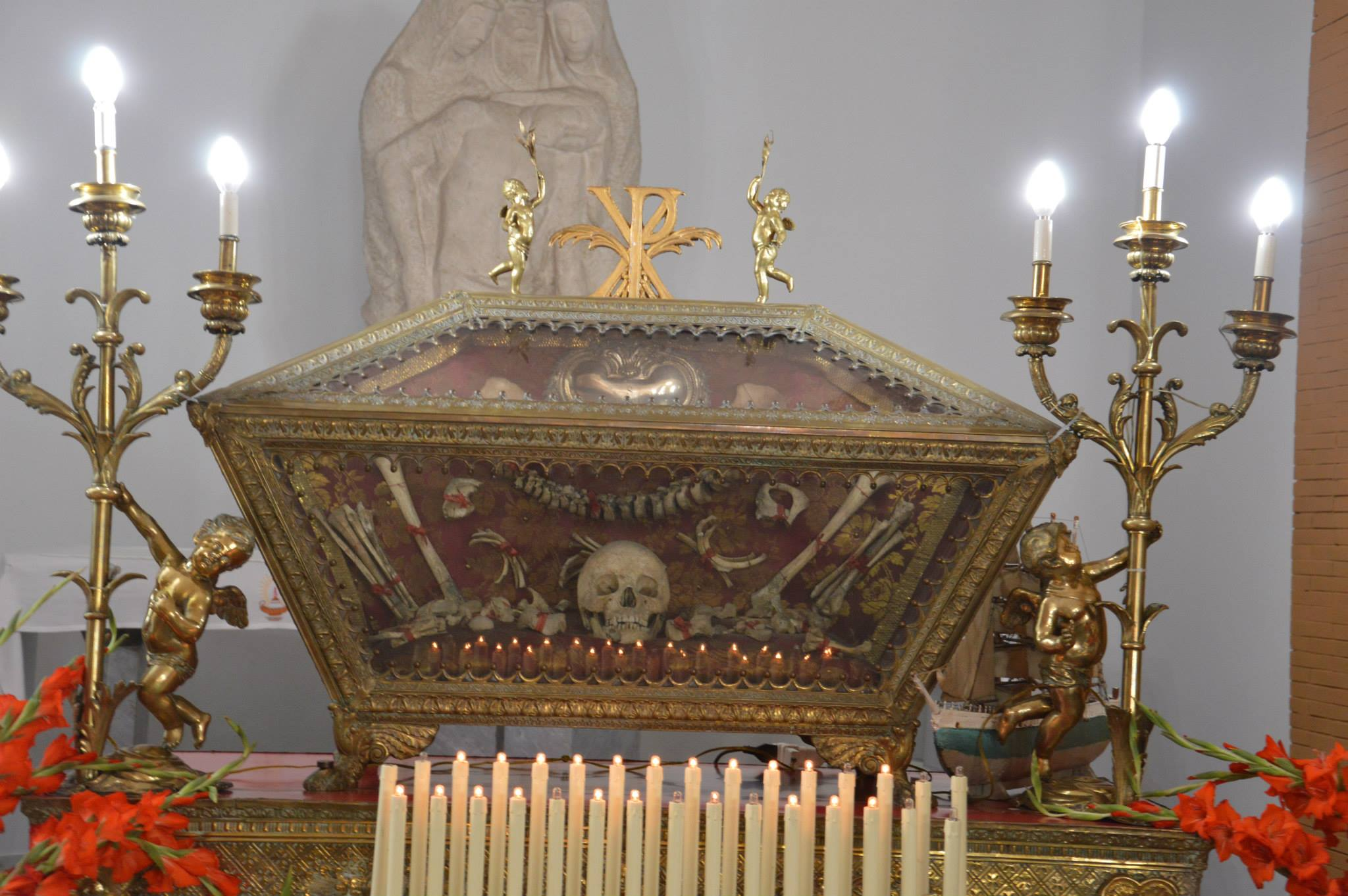
L'urna con le reliquie di San Felice Martire

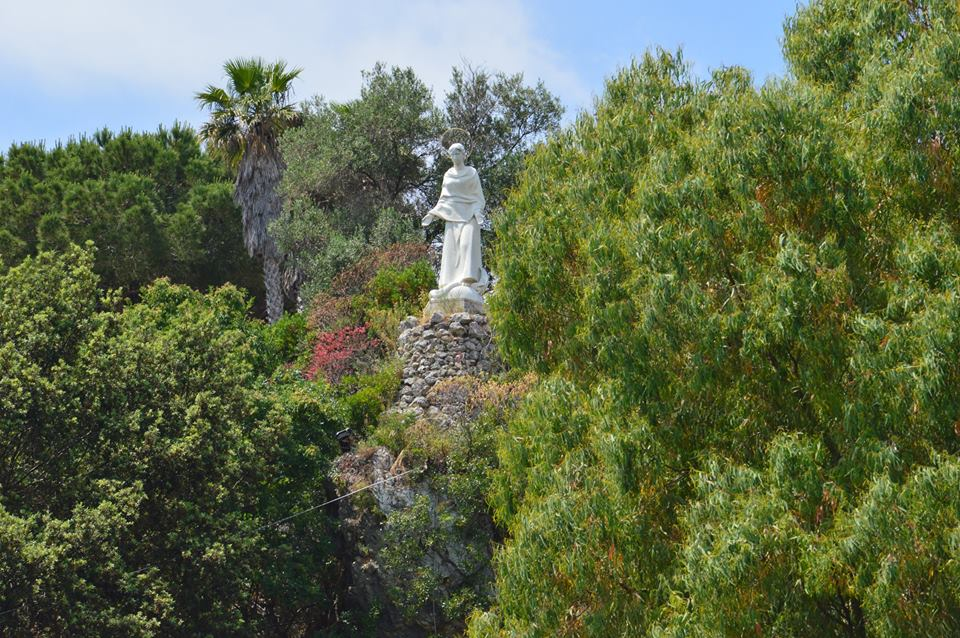
La statua dell'Immacolata sul Monte Morrone

La festa di San Felice Martire, patrono del Circeo, si divide in due parti:
San Felice Piccolo (San Felicèje o San Felecéglie), che cade la seconda domenica dopo Pasqua, è la festa minore svolta solo processionalmente. Si festeggia tale giorno l'arrivo al Circeo delle reliquie del Santo, avvenuto il 27 aprile 1777, tuttora portate in processione in entrambe le feste;
San Felice Grande (San Felice Rànne), il 29 luglio, festa vera e propria con festeggiamenti religiosi e civili che si prolungano per i giorni che precedono il 29 luglio. In questa data, dopo la celebrazione solenne, alle 12 si portano in processione le reliquie e la statua del santo.
Le serate che precedono il 29 luglio sono sempre allietate da concerti musicali in piazza e giochi popolari, ed ogni anno si rinnova la tradizione del grandioso spettacolo pirotecnico di San Felice "Ranne".

Ogni anno in entrambe le feste, durante le processioni di San Felice, è possibile scorgere una piccola riproduzione di una barca, che un membro della Marina Militare porta in spalla subito dietro l'urna del Santo, segno di una leggenda e tradizione locale. 
Altre festività

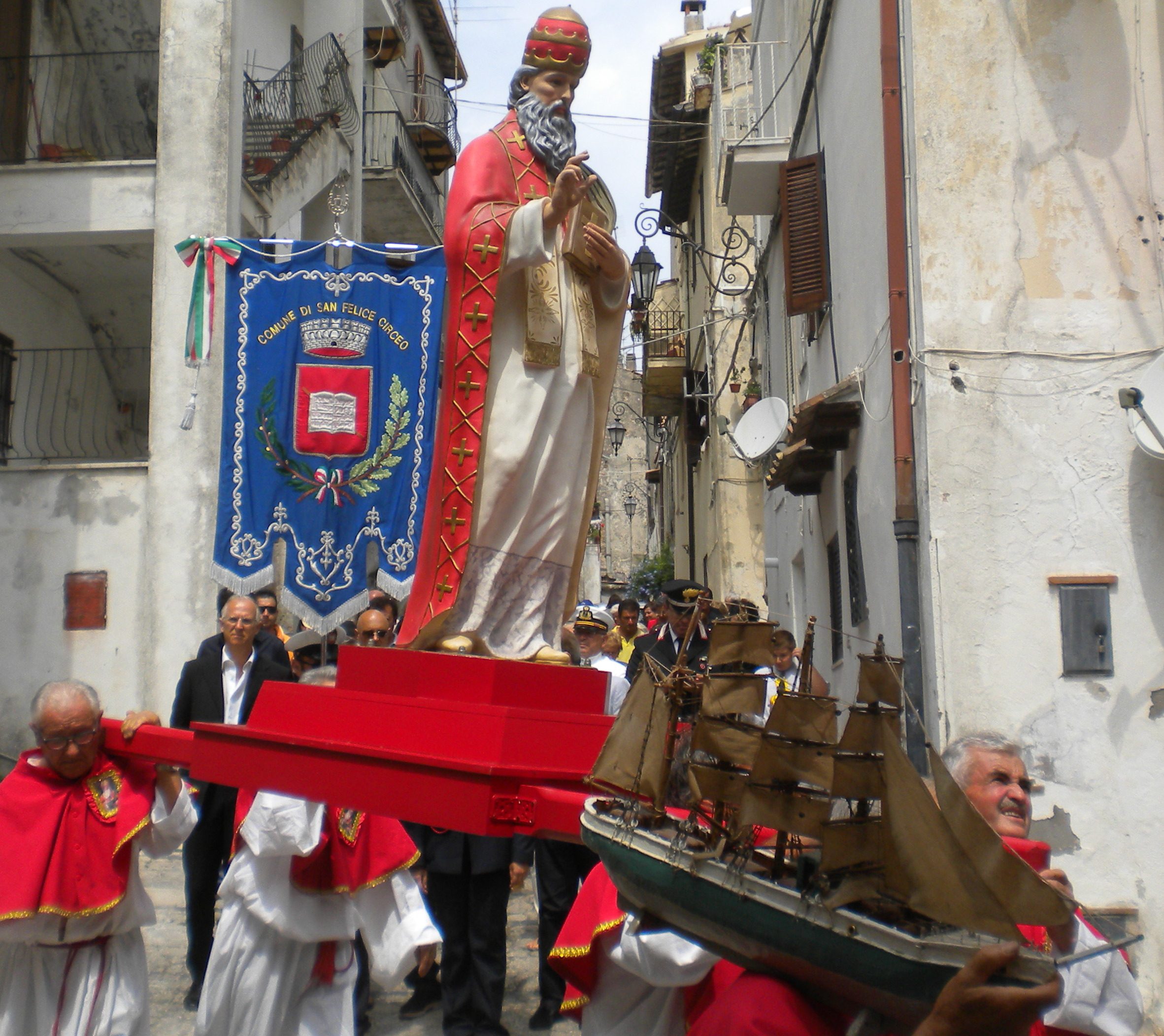
La statua di San Felice Martire e la barchetta in processione per le vie del borgo antico del Circeo

Tra le altre festività, quella di Maria SS. Assunta in cielo e San Rocco si celebra il 15 e 16 agosto. San Rocco è il compatrono di San Felice Circeo e la processione dal centro storico giunge fino all'omonima contrada "San Rocco" dove si trova una piccola statua del santo. I sanfeliciani sono particolarmente legati al loro compatrono, da molti di loro considerato più importante del Patrono San Felice. La devozione a San Rocco da parte dei sanfeliciani è quasi pari a quella di S. Maria della Sorresca. La caratteristica della festa di San Rocco che i sanfeliciani più amano è la tradizionale conta, dopo la quale, i candidati estratti vincitori, incolleranno il santo in processione, che si svolgerà poco dopo. Difatti la conta si svolge durante la messa, prima che esca la processione, in una piazzetta attigua a quella della chiesa del centro storico.
Il 4 ottobre Borgo Montenero, frazione di San Felice, festeggia San Francesco d'Assisi.
L'8 dicembre la chiesa dell'Immacolata in Pinetina festeggia la Madonna Immacolata: dopo un Triduo, l'8 dicembre si tiene la Solenne Celebrazione animata dal "Coro dell'Immacolata". Durante i festeggiamenti si tiene l'apertura del caratteristico presepe con statuine in movimento; viene anche tradizionalmente depositata una corona di rose alla Madonna del Monte Morrone.

## Cultura

### Istruzione

#### Scuole
- Istituto Comprensivo "Leonardo da Vinci" nel centro storico;
- Scuola Materna, Elementare e Media presso Borgo Montenero;
- Scuola Materna di via Ugo Foscolo (La Cona).

#### Musei
- Museo: Mostra Permanente Homo Sapiens et Habitat - Torre dei Templari piazza L. Lanzuisi.

## Economia
Di seguito la tabella storica elaborata dall'Istat a tema Unità locali, intesa come numero di imprese attive, e addetti, intesi come numero addetti delle unità locali delle imprese attive (valori medi annui).
|                   | 2015                  |                              |                            |                |                       |                     | 2014                  |                | 2013                  |                |
| ----------------- | --------------------- | ---------------------------- | -------------------------- | -------------- | --------------------- | ------------------- | --------------------- | -------------- | --------------------- | -------------- |
|                   | Numero imprese attive | % provinciale imprese attive | % regionale imprese attive | Numero addetti | % provinciale addetti | % regionale addetti | Numero imprese attive | Numero addetti | Numero imprese attive | Numero addetti |
| San Felice Circeo | 727                   | 1,85                         | 0,16                       | 1667           | 1,36                  | 0,11                | 730                   | 1612           | 729                   | 1521           |
| Latina            | 39304                 |                              | 8,43                       | 122198         |                       | 7,75                | 39446                 | 120897         | 39915                 | 123 310        |
| Lazio             | 455591                |                              |                            | 1539359        |                       |                     | 457686                | 1510459        | 464094                | 1525471        |

Nel 2015 le 727 imprese operanti nel territorio comunale, che rappresentavano l'1,85% del totale provinciale (39304 imprese attive), hanno occupato 1667 addetti, l'1,36% del dato provinciale (122198 addetti); in media, ogni impresa nel 2015 ha occupato due persone (2,29).

### Artigianato
Tra le attività economiche più tradizionali, diffuse e rinomate vi sono quelle artigianali, come la produzione di mobili in stile.

## Infrastrutture e trasporti
Nei pressi del confine nord del territorio comunale di San Felice Circeo transita la Strada Regionale 148 Pontina, principale arteria viaria dell'Agro Pontino, che collega Roma a Terracina.
I collegamenti via autobus con i comuni limitrofi, con i principali centri della Provincia di Latina e con Roma sono assicurati dalle linee gestite dalla ditta Cotral, con capolinea in località La Cona. È inoltre presente un sistema di trasporto pubblico locale, gestito dalla ditta Europa Viaggi ed effettuato per mezzo di bus navetta.
Durante la stagione estiva, la ditta Pontina Navigazione effettua collegamenti giornalieri da e per l'Isola di Ponza.

## Amministrazione
Nel 1872 San Felice cambia denominazione in San Felice Circeo, e nel 1934 passa dalla provincia di Roma, alla nuova provincia di Littoria, costituita dal governo fascista dell'epoca che poi verrà chiamata Latina.
| Periodo          | Periodo          | Primo cittadino    | Partito                        | Carica      | Note   |
| ---------------- | ---------------- | ------------------ | ------------------------------ | ----------- | ------ |
| 8 agosto 1988    | 25 marzo 1992    | Renato Bocchi      | DC                             | Sindaco     |        |
| 25 marzo 1992    | 6 giugno 1993    | Eugenio Saputo     | DC                             | Sindaco     |        |
| 6 giugno 1993    | 19 giugno 1996   | Norberto Campioni  | PPI                            | Sindaco     | [ 12 ] |
| 19 giugno 1996   | 29 giugno 1996   | Maria Montagna     |                                | Comm. pref. |        |
| 29 giugno 1996   | 17 novembre 1996 | Anna Maria Perillo |                                | Comm. pref. |        |
| 17 novembre 1996 | 13 marzo 2001    | Giuseppe Schiboni  | Forza Italia                   | Sindaco     | [ 12 ] |
| 13 marzo 2001    | 13 maggio 2001   | Caterina Amato     |                                | Comm. pref. |        |
| 13 maggio 2001   | 17 ottobre 2001  | Giuseppe Schiboni  | centro-destra                  | Sindaco     | [ 12 ] |
| 17 ottobre 2001  | 26 maggio 2002   | Angelo Di Caprio   |                                | Comm. pref. |        |
| 26 maggio 2002   | 27 maggio 2007   | Giuseppe Schiboni  | centro-destra                  | Sindaco     |        |
| 27 maggio 2007   | 6 maggio 2012    | Vincenzo Cerasoli  | Forza Italia poi PdL           | Sindaco     |        |
| 6 maggio 2012    | 12 giugno 2017   | Gianni Petrucci    | lista civica di centrosinistra | Sindaco     |        |
| 12 giugno 2017   | 13 giugno 2022   | Giuseppe Schiboni  | lista civica di centrodestra   | Sindaco     |        |
| 13 giugno 2022   | in carica        | Monia Di Cosimo    | lista civica di centrodestra   | Sindaco     |        |

### Gemellaggi
- Gibraleón

## Sport
- Squadra di calcio: A.S.D. Nuova Circe, F.C. Montenero, F.C. Circeo.